# Канан-е-Софлі
Канан-е-Софлі (перс. کنعان سفلی) — село в Ірані, входить до складу дехестану Дул у Центральному бахші шахрестану Урмія провінції Західний Азербайджан.